# テイチク歌のビッグショー
『テイチク歌のビッグショー』（テイチクうたのビッグショー）は、1966年1月から1971年9月までフジテレビで放送されていた歌謡番組である。
テイチクレコード（現・テイチクエンタテインメント）の協賛番組で、同レーベルの所属歌手たちが出演していた。司会は宮尾たか志が務めていた。

## 放送時間
いずれも日本標準時。
- 土曜 12:15 - 12:45 （1966年1月 - 1966年10月）
- 土曜 13:00 - 13:30 （1966年11月 - 1971年9月） - 『お笑いとんち袋』（関西テレビ製作）との放送枠交換によって移動。